# Conrad Moench

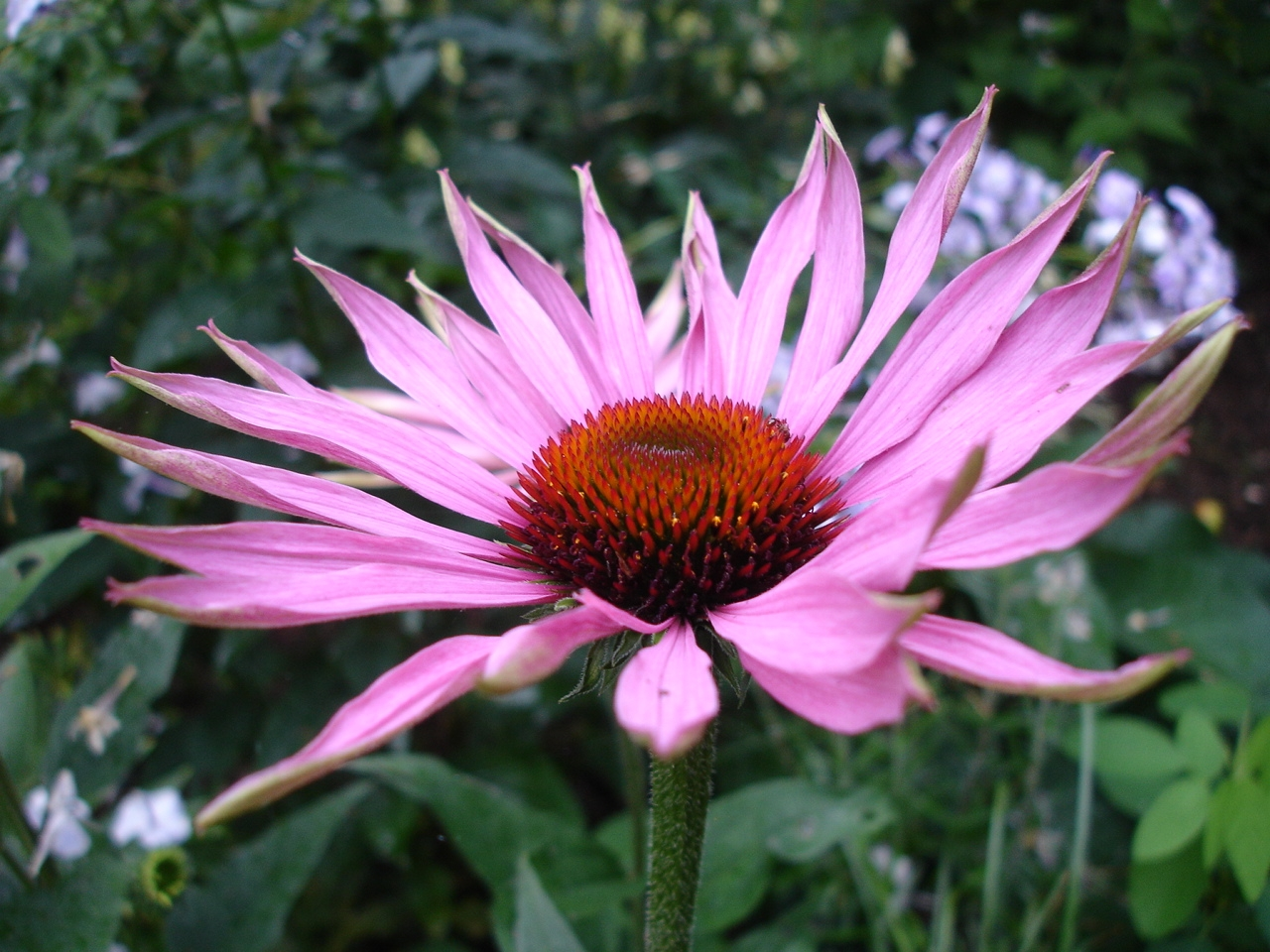
Echinacea purpurea Moench, autor de Echinaceae.

Conrad Moench (o Konrad Mönch) (Kassel, 15 de agosto de 1744 - Marburgo, 6 de enero de 1805), fue un botánico, farmacéutico, y químico alemán, profesor ordinario de botánica en la Universidad de Marburg desde 1786 hasta su muerte.

## Biografía
Fue instructor en el campo de la farmacia. Y desde 1786 hasta su muerte, profesor de Botánica y autor de varios trabajos botánicos. En 1792 erigió en Marburgo, un laboratorio que sirvió como un centro de educación e investigación para la química y farmacia.
Escribió Methodus Plantas horti botanici et agri Marburgensis en 1794, donde hace recuento de las plantas que se encuentran en los campos y jardines de Marburgo.
En sus primeros años, todavía usaba el entonces nuevo sistema de Linneo, como por ej. en la obra publicada en 1777 Enumeratio plantarum indigenarum Hassiae. Pero más tarde, en su última gran Methodus de 1794 incorporó a Gleditsch, que había desarrollado un sistema de acuerdo con la clasificación de los estambres. En el título del libro es explícito Moenchs "un describendi situ staminum" (traducido: de acuerdo con la posición de los estambres). Así Moench fue uno de los opositores del sistema sexual de Linneo para las plantas. Más tarde, sin embargo, el sistema de Linneo prevaleció.
En 1802, nombró la especie Gillenia trifoliata en un suplemento de la flora local de la ciudad de Marburgo, Alemania. También nombró el género de plantas de las Echinaceae a finales del siglo XIX.

## Obra
- Supplementum Ad Methodum A Staminum Situ Describendi. Marburgo 1802

- Arzneymittellehre der einfachen und zusammengesetzten gebräuchlichen Mittel. Marburgo 1800

- Einleitung zur Pflanzen-Kunde. Marburg 1798 en línea, escritura gótica

- Methodus plantas horti botanici et agri Marburgensis. Marburgo 1794

- Systematische Lehre von denen gebräuchlichsten einfachen und zusammengesezten Arzney-Mitteln. Marburgo 1792-95 en línea

- Systematische Lehre von dem einfachen und gebräuchlichsten zusammengesetzen Arzney-Mitteln. Marburgo, 1789

- Verzeichniß ausländischer Bäume und Stauden des Lustschlosses Weissenstein bey Cassel. Fleischer, Frankfurt, Leipzig 1785

- Bemerkungen über einige einfache und zusammengesetzte Arzneymittel. Fleischer, Frankfurt 1781

- Enumeratio plantarum indigenarum Hassiae praesertim inferioris. Kassel, pp. [24] 268 + 6 pl. 1777

## Honores

### Eponimia
Género
- (Caryophyllaceae) Moenchia Ehrh. ex Medik.[1][2][3]

Especies
- (Boraginaceae) Cynoglossum moenchii Nocca & Roem. ex Steud.[4]

- (Caryophyllaceae) Cerastium moenchia Peterm.[5]

- (Cyperaceae) Vignea moenchiana Rchb.[6]

- (Euphorbiaceae) Euphorbia moenchiana Steud.[7]

- (Lamiaceae) Mentha moenchii Pérard[8]

- (Rosaceae) Waldsteinia moenchii Tratt.[9]

## Literatura
- Frans Antonie Stafleu. 1967. Conrad Moench: a rebel against Linnaeus. In: Taxon 16 (1): 46–48, JSTOR

- Frans Antonie Stafleu. 1971. Linnaeus and the Linneans. In: Regnum Vegetabile 79